# Efeito sombra de cabeça

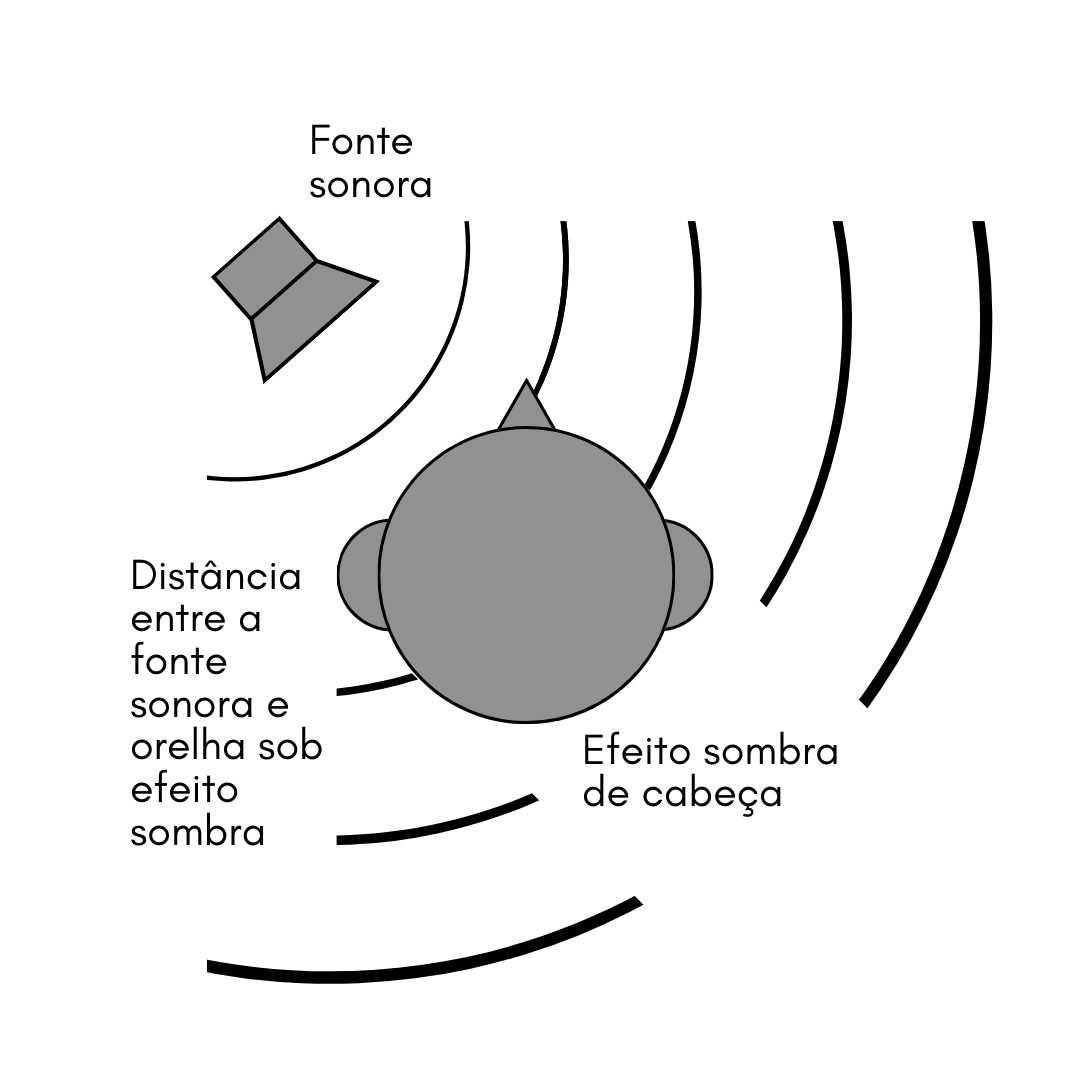
Diagrama ilustrando a ocorrência do efeito sombra de cabeça

 O efeito sombra de cabeça é a ocorrência de uma região de amplitude reduzida na transmissão de um som devido à atenuação produzida pela cabeça. É um exemplo do fenômeno físico da difração.

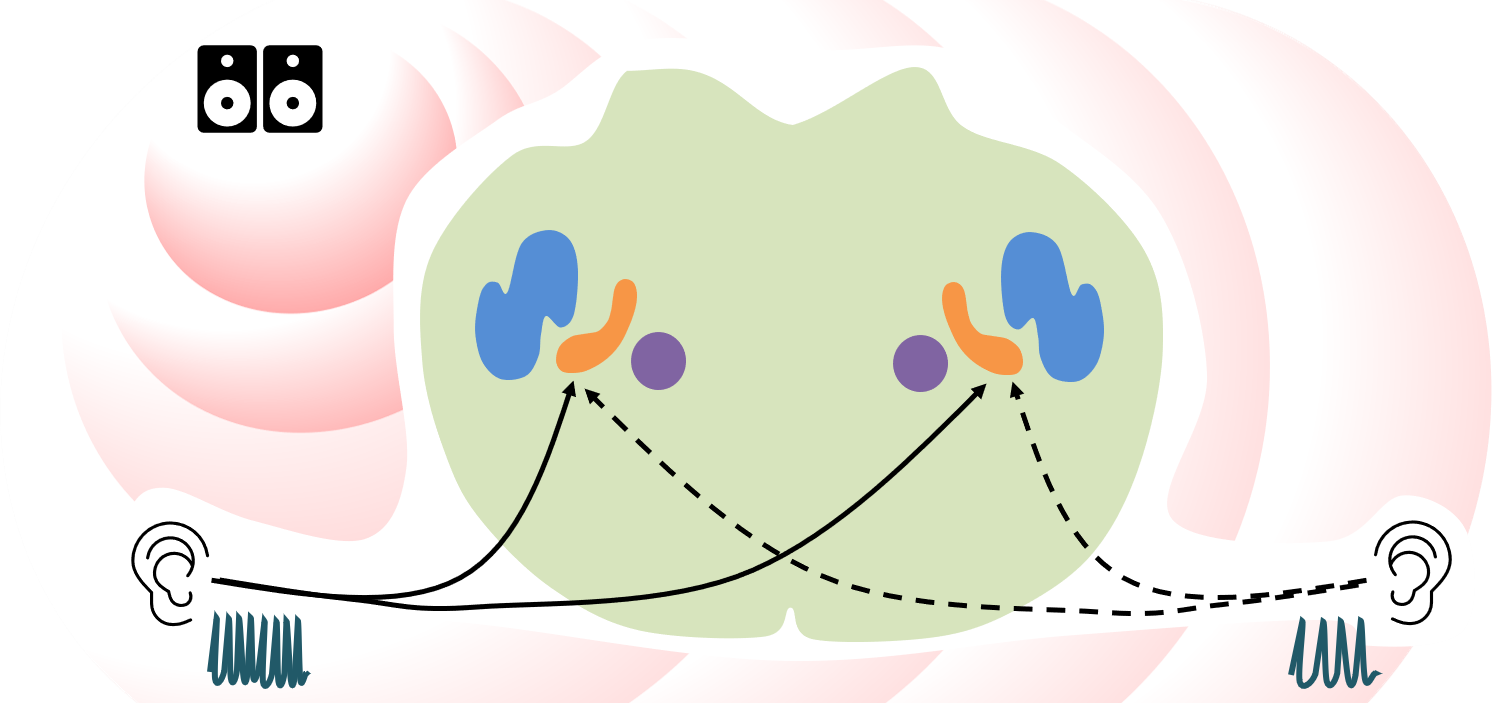
Estruturas do sistema auditivo que participam da função de localização do som

O som pode viajar através e ao redor da cabeça para chegar a orelha e ocasionar a ocorrência de um efeito de atenuação (amplitude reduzida) da intensidade geral, bem como causar um efeito de filtro para algumas frequências. Os efeitos de filtro resultantes do efeito sombra de cabeça são um elemento importante para a habilidade da localização do som. O cérebro avalia a amplitude relativa, timbre e fase de um som ouvido pelos dois ouvidos e usa a diferença para interpretar a direcionalidade da fonte sonora.
A orelha mais distante da fonte sonora (sob efeito sombra de cabeça) recebe o som com atraso mínimo (até aproximadamente 0,7 ms mais tarde) em relação à orelha direcionada a fonte sonora (sem efeito sombra de cabeça). O timbre, ou espectro de frequência, da onda sonora afetada pelo efeito sombra de cabeça também difere em função da atenuação.
O efeito sombra da cabeça dificulta particularmente na localização da fonte sonora em indivíduos com perda auditiva unilateral. É um fator a ser considerado na seleção e adaptação de aparelhos de amplificação sonora individual para indivíduos com perda auditiva.